# Posłowie na Sejm Śląski II kadencji (1930)
Posłowie na Sejm Śląski II kadencji (od 27 maja 1930 do 17 września 1930) – posłowie na Sejm Śląski wybrani w wyborach 11 maja 1930 roku. Złożyli ślubowanie poselskie 27 maja 1930 roku.
Pierwsze posiedzenie odbyło się 27 maja 1930 roku. Marszałkiem seniorem był Wojciech Korfanty (PSChD). Ostatnie posiedzenie odbyło się 17 września 1930 roku.

## Prezydium Sejmu Śląskiego II kadencji
| Poseł | Poseł                 | Funkcja                       | Klub                                            | Czas pełnienia funkcji | Czas pełnienia funkcji |
| Poseł | Poseł                 | Funkcja                       | Klub                                            | Od                     | Do                     |
| ----- | --------------------- | ----------------------------- | ----------------------------------------------- | ---------------------- | ---------------------- |
|       | Konstanty Wolny       | Marszałek Sejmu Śląskiego     | Polskie Stronnictwo Chrześcijańskiej Demokracji | 27 maja 1930(dts)      | 17 września 1930(dts)  |
|       | Emil Caspari          | Wicemarszałek Sejmu Śląskiego | Polska Partia Socjalistyczna                    |                        |                        |
|       | Franciszek Roguszczak | Wicemarszałek Sejmu Śląskiego | Narodowa Partia Robotnicza                      |                        |                        |
|       | Eduard Pant           | Wicemarszałek Sejmu Śląskiego | Stronnictwo Niemieckie                          |                        |                        |
|       | Włodzimierz Dąbrowski | Wicemarszałek Sejmu Śląskiego | Narodowo-Chrześcijańskie Zjednoczenie Pracy     |                        |                        |

## Przynależność partyjna
Stan na koniec kadencji:
| Stronnictwo Niemieckie                                                                   | Stronnictwo Niemieckie                                                             | Stronnictwo Niemieckie                                                            |
| ---------------------------------------------------------------------------------------- | ---------------------------------------------------------------------------------- | --------------------------------------------------------------------------------- |
|                                                                                          |                                                                                    |                                                                                   |
| - Antoni Balcer - Richard Frank - Sygmund Glücksmann - Wilhelm Goldmann - Marcin Hermann | - Albert Jurga - Johann Kompalla - Max Krull - Konrad Kunsdorf - Otton Ochman      | - Eduard Pant - Józef Pawlas - Alfred Rojek - Johannes Schinke - Johann Schmiegel |
| Polskie Stronnictwo Chrześcijańskiej Demokracji                                          |                                                                                    |                                                                                   |
|                                                                                          |                                                                                    |                                                                                   |
| - Stefan Giebel - Maria Gruchlikowa - Jan Grzonka - Paweł Kempka - Paweł Kopocz          | - Wojciech Korfanty - Rudolf Kornke - Jan Kotas - Teodor Obremba - Karol Palarczyk | - Jan Pobożny - Alojzy Prus - Jan Szulik - Konstanty Wolny                        |
| Narodowo-Chrześcijańskie Zjednoczenie Pracy                                              |                                                                                    |                                                                                   |
|                                                                                          |                                                                                    |                                                                                   |
| - Włodzimierz Dąbrowski - Emil Gajdas - Michał Grajek - Stefan Kapuściński               | - Adam Kocur - Maria Kujawska - Alojzy Pawelec - Ludwik Piechoczek                 | - Wiktor Przybyła - Józef Witczak                                                 |
| Polska Partia Socjalistyczna                                                             |                                                                                    |                                                                                   |
|                                                                                          |                                                                                    |                                                                                   |
| - Józef Adamek - Emil Caspari                                                            | - Józef Machej                                                                     | - Roman Motyka                                                                    |
| Narodowa Partia Robotnicza                                                               |                                                                                    |                                                                                   |
|                                                                                          |                                                                                    |                                                                                   |
| - Jan Kędzior                                                                            | - Franciszek Roguszczak                                                            | - Ignacy Sikora                                                                   |
| Komunistyczna Partia Polski                                                              |                                                                                    |                                                                                   |
|                                                                                          |                                                                                    |                                                                                   |
| - Paweł Komander                                                                         | - Józef Wieczorek                                                                  |                                                                                   |